# Ligne Nankai Takashinohama
La ligne Nankai Takashinohama (南海高師浜線, Nankai Takashinohama-sen) est une courte ligne ferroviaire du réseau Nankai dans la préfecture d'Osaka au Japon. Elle relie la gare de Hagoromo à celle de Takashinohama à Takaishi. C'est une branche de la ligne principale Nankai.

## Histoire
La ligne est inaugurée le 2 octobre 1918.

## Caractéristiques

### Ligne
- Ecartement : 1 067 mm
- Alimentation : 1 500 V par caténaire
- Nombre de voies : Voie unique

### Liste des gares
| Numéro | Gare          | Nom japonais | Distance (km) | Correspondances                                      | Localisation |
| ------ | ------------- | ------------ | ------------- | ---------------------------------------------------- | ------------ |
| NK16   | Hagoromo      | 難波         | 0             | Nankai : Nankai JR West : Hanwa (à Higashi-Hagoromo) | Takaishi     |
| NK16-1 | Kyarabashi    | 伽羅橋       | 1,0           |                                                      | Takaishi     |
| NK16-2 | Takashinohama | 高師浜       | 1,5           |                                                      | Takaishi     |